# نباتات عشوائية

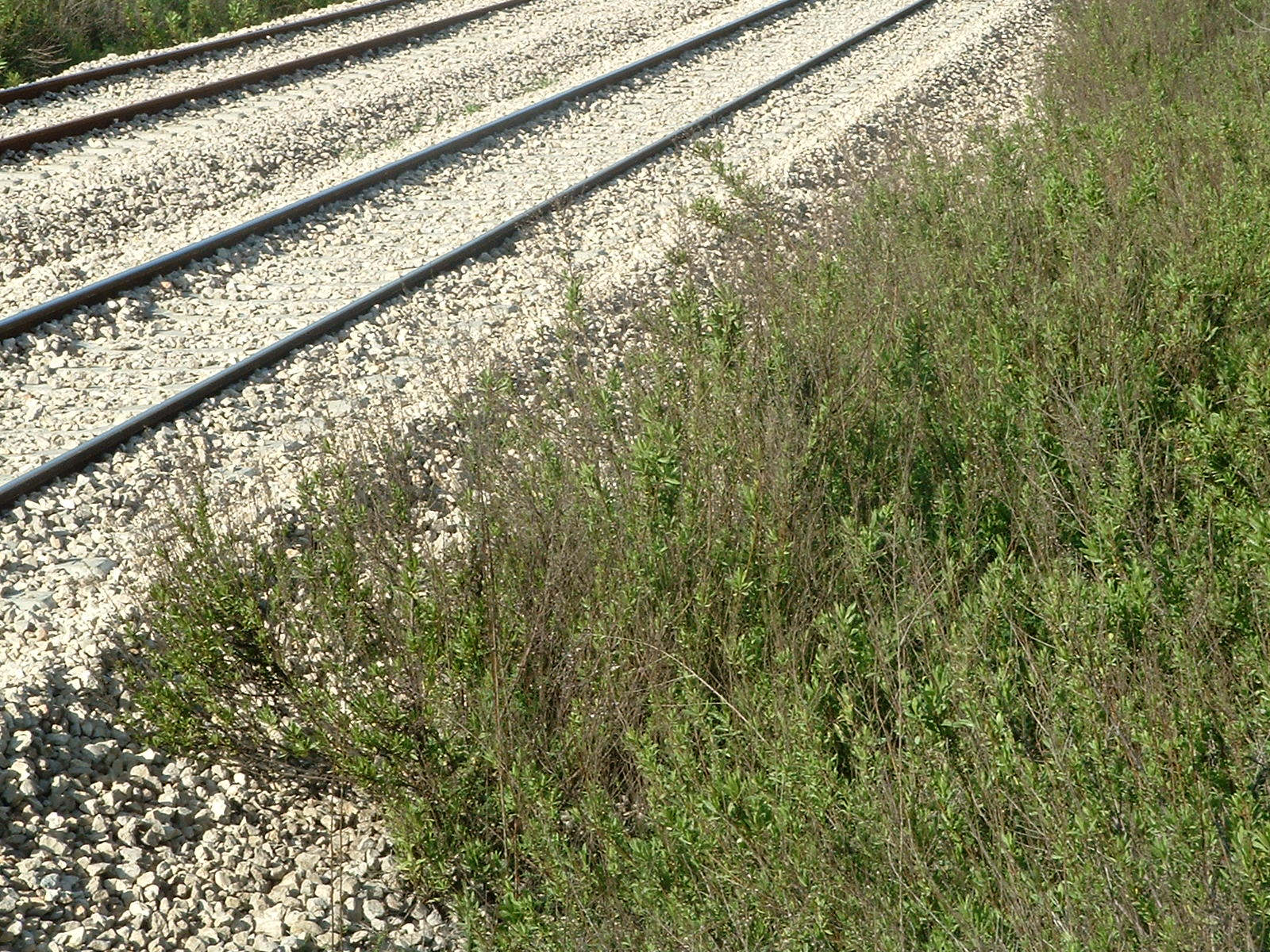
مجموعة نباتات عشوائية من فصيلة واحدة ديتريشيا فيسكوزا على الحصى بالقرب من محطة قطار بيتا تكفا - سجولا، إسرائيل. (قارن مع صورة الأنواع المختلطة أدناه.)

النباتات العشوائية أو اطلاليات أو دمنيات هي أول نوع من النبات يستوطن أراضي تمت إثارتها. وقد تكون إثارة الأرض طبيعيةً –  على سبيل المثال، حرائق الغابات أو الانهيار الثلجي – أو نتيجة لنشاط إنساني، مثل أعمال بناء (الطرق والمباني والتعدين، وما إلى ذلك) أو الزراعة (الحقول المهجورة والري وما إلى ذلك).
«عشوائية» تعني «التي تنمو على الأنقاض».
وتستحوذ النباتات العشوائية على المنطقة المثارة منذ سنوات قليلة، وهو ما جعلها تخسر المنافسة تدريجيًا لصالح أنواع أصلية أخرى. على الرغم من ذلك، في ظروف الإثارة الشديدة، مثلاً عندما تكون التربة السطحية مغطاة بمادة غريبة، يمكن أن تنشأ مجموعة نباتات عشوائية من فصيلة واحدة، كما يتضح في الصورة الموجودة على اليمين. بالإضافة إلى ذلك، قد تتمتع بعض الأنواع المتعمقة بمثل هذه الميزة التنافسية أمام الأنواع الطبيعية، حتى أنها قد تمنع عودة المنطقة الطبيعية المثارة من العودة إلى حالتها الطبيعية، على الرغم من وجود سطح التربة الطبيعي.

## المزايا
المزايا التي تساهم في نجاح نمو النبات العشوائي هي:
- الإنتاج الكبير للبذور.
- البذور ذات المتطلبات الغذائية المتوسطة.
- سرعة نمو الجذور.
- استقلال الجذريات الفطرية.

## انظر أيضًا

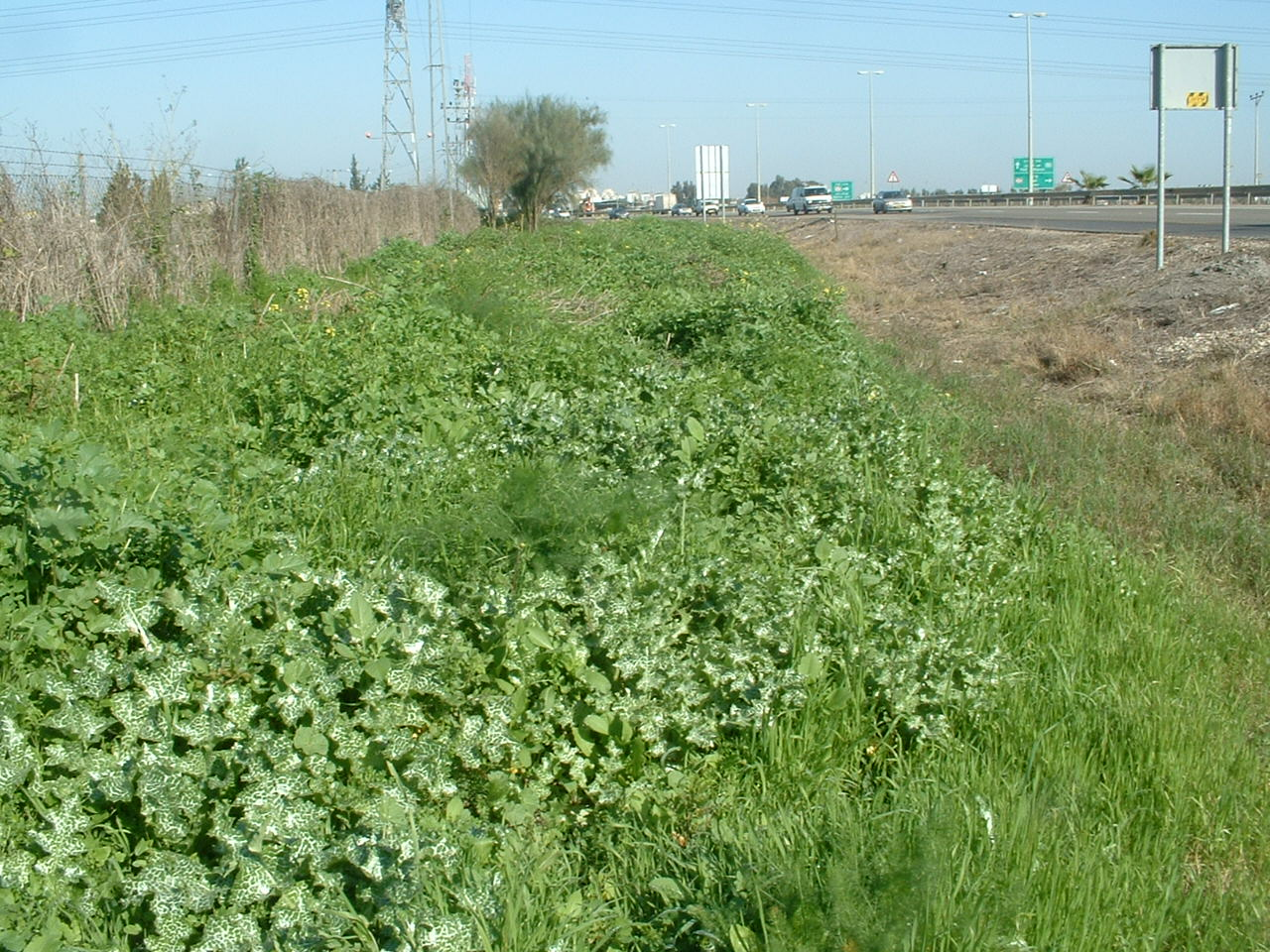
مجموعة نباتات عشوائية متعددة الفصائل على جانب طريق إسرائيل رقم 40، شمال نهر اليركون، حيث تركت التربة السطحية بعد نشاط بناء الطرق.

## وصلات خارجية
- St. John TV. 1987. SOIL DISTURBANCE AND THE MINERAL NUTRITION OF NATIVE PLANTS in Proceedings of the 2nd Native Plant Revegetation Symposium
- Chapin. FS. III. 1980. The mineral nutrition of wild plants. Ann. Rev. Ecol. System, 11:233-260.
- Ruderal in the 1911 Britannica